# 그래디 부치

그래디 부치(Grady Booch, 1955년 2월 27일 ~ )는 미국의 소프트웨어 개발자이다. 래셔널 소프트웨어의 수석 과학자이다. 이바 야콥슨, 제임스 럼바우와 함께 UML을 개발한 것으로 유명하다.